# 클루브 올웨이스 레디
클루브 데포르티보 올웨이스 레디(스페인어: Club Deportivo Always Ready)는 볼리비아의 축구 클럽으로, 엘알토를 연고로 하고 있다. 현재 볼리비아의 최상위 리그인 볼리비아 프리메라 디비시온에 참가하고 있다.

## 우승 경력
- 볼리비아 프리메라 디비시온

● 우승 (3): 1951, 1957, 2020
- 코파 시몬 볼리바르

● 우승 (1): 2018

## 선수 명단

### 현역
참고: FIFA 자격 규정에 따라 소속된 국가대표팀 국기를 표시합니다. 선수는 복수의 FIFA 비회원국 국적을 가지고 있을 수 있습니다.
| 번호 | 포지션 | 국적     | 이름            |
| ---- | ------ | -------- | --------------- |
| 9    | DF     | 에콰도르 | 루이스 카이세도 |

| 번호 | 포지션 | 국적     | 이름                  |
| ---- | ------ | -------- | --------------------- |
| 70   | FW     | 콜롬비아 | 크리스티안 카뇨살레스 |

## 역대 감독
| 감독                     | 임기   |
| ------------------------ | ------ |
| 훌리오 세자르 발데비에소 | 2019   |
| 세바스티안 아브레우      | 2022   |
| 훌리오 세자르 발데비에소 | 2022   |
| 파쿤도 비온디            | 2024 ~ |

틀:클루브 올웨이스 레디 선수 명단